# Grover (comté de Taylor, Wisconsin)
Pour les articles homonymes, voir Grover.
 (mars 2023).
Si vous disposez d'ouvrages ou d'articles de référence ou si vous connaissez des sites web de qualité traitant du thème abordé ici, merci de compléter l'article en donnant les références utiles à sa vérifiabilité et en les liant à la section « Notes et références ».
Le village de Grover est situé dans le Comté de Taylor, dans le Wisconsin, aux États-Unis.  Le village de Perkinstown (en), non constitué en municipalité, se trouve sur le territoire de Grover.

## Démographie
Au recensement de 2020, sa population était de 208 habitants, soit une diminution de 19 % par rapport au recensement de 2010 où elle était de 256 habitants.